# Louisiana (Missouri)
Louisiana è un comune degli Stati Uniti d'America, situato nello Stato del Missouri, nella contea di Pike.